# Tubal
Tubal – postać biblijna,  jeden z siedmiu synów Jafeta (wnuk Noego). Od imienia tego nazywany jest też lud i kraina leżącą na północ od terenów starożytnego Izraela. Tubal jako lud lub kraina wspominany jest przez Ezechiela oraz Izajasza. Mieszkańcy Tubal często wymieniani są  w Biblii razem z Meszekiem (innym synem Jafeta). 